# La clave secreta del universo
La clave secreta del universo (título original George's Secret Key to the Universe, ISBN 978-0-385-61270-8) es un libro para niños escrito por Lucy Hawking junto a su padre, el científico Stephen Hawking.